# Partido Conservador (Venezuela)
O Partido Conservador foi um partido político de direita que existiu na Venezuela durante a maior parte do século XIX. Foi o partido no poder entre 1830 e 1848.
O nome "conservador" foi dada pelos liberais venezuelanos, a aqueles que apoiaram o seu mandato para o segundo governo de Jose Antonio Paez. Os liberais se também referiam aos conservadores como os "oligarcas" ou "godos".
Outras denominações recebidas pelo Partido Conservador foram de "constitucional", "legalista", "civil" e "ministerial".

## História
Governos conservadores foram os de Páez (1830 -1835; 1839 – 1843), José María Vargas (1835 - 1836), Andrés Narvarte (1836 – 1837) e Carlos Soublette (1837 – 1839; 1843 – 1847). Em 1847 Páez apoiou como candidato presidencial José Tadeo Monagas. Monagas é eleito presidente da Venezuela pelo Congresso (dominado pelos conservadores), no entanto, acaba rompendo com o grupo conservador junto de José María Vargas e Carlos Soublette que eram conservadores governamentais.
Após a Revolução de Março de 1858 composta por liberais e conservadores, Julián Castro é nomeado presidente. Mas a união de conservadores e liberais brevemente se rompe. Após a derrubada de Castro, os conservadores colocam no governo Pedro Gual (1859), Manuel Felipe de Tovar (1859-1861) e José Antonio Páez (1861-1863). Durante esses anos, os conservadores e os liberais se enfrentavam na Guerra Federal.
Em 1868, os conservadores, incluindo Soublette, apoiaram junto com vários membros do Partido Liberal, a Revolução Azul de José Tadeo Monagas. O próximo presidente, José Ruperto Monagas foi se cercando de membros do Partido Conservador, o que acarretaria na Revolução de Abril do liberal Guzmán Blanco em 1870. Após a vitória liberal, os conservadores não conseguiram colocar de volta um dos seus na Presidência. No entanto, eles continuaram a estarem presentes na cena política venezuelana, seja participando com funcionários civis ou governamentais de diversas guerras (como foi o caso de Ramón Guerra) até o final do século XIX.
No final, os partidos conservadores e liberais foram gradualmente desaparecendo como forças políticas durante as ditaduras de Cipriano Castro e Juan Vicente Gómez.

## Ideologia
Os conservadores eram a favor de uma política econômica do tipo liberal manchesteriano. Em um de seus governos que se promulgou a Lei de Liberdade de Contratos de 1834 (que autoriza os credores a cobrar a taxa de juros que eles queriam e cobrança de juros sobre juros) e a lei sobre a isenção e quitação (declarando que o devedor deve ter com a aprovação de todos os credores para ser decretado o estado de padrão). Também reduziu a carga tributária (como foi o caso das taxas de exportação) e garantiu a liberdade de trânsito e de comércio.
Em relação aos conservadores questão religiosa foi criada a Lei de Liberdade Religiosa de 1834 eliminando o dízimo como tributo obrigatório e removeu a jurisdição dos padres. Estas medidas os colocaram em confronto com a Igreja Católica. 
Politicamente defendeu o centralismo em detrimento do federalismo. No livro Unidad de la patria o conservador Juan Vicente González disse que a defesa do sistema federal era um "escândalo" e um "crime" e afrimava que a Venezuela devia "sua independência, sua liberdade e seu progresso" a união; e assim deveria "combater patrioticamente" a federação que para Gonzalez significava "os interesses privados e o espírito de anarquia."

## Base social e tendências
A base social de los conservadores era composta por militares, latifundiários, altos funcionários públicos, prestamistas e comerciantes exportadores e importadores. Vários deles pertenciam ao que sobrou da aristocracia mantuana.
Existia dentro deos conservadores duas tendências: os civilistas que apoiaram governos presididos por civis, como os de Manuel Felipe de Tovar e Pedro Gual, e os militaristas que promoveram os governos do General Páez e de Carlos Soublette.

## Desempenho eleitoral

### Presidentes da República
| Nome                           | Retrato | Origem     | Período dos mandatos                            |
| ------------------------------ | ------- | ---------- | ----------------------------------------------- |
| José Antonio Páez (1790–1873)  |         | Portuguesa | 13 de janeiro de 1830 - 20 de janeiro de 1835   |
| Andrés Narvarte (1781–1853)    |         | Vargas     | 20 de janeiro de 1835 - 9 de fevereiro de 1835  |
| José María Vargas (1786–1854)  |         | Vargas     | 9 de fevereiro de 1835 - 9 de julho de 1835     |
| José María Carreño (1792–1849) |         | Miranda    | 27 de julho de 1835 - 20 de augusto de 1835     |
| José María Vargas (1786–1854)  |         | Vargas     | 20 de agosto de 1835 - 24 de abril de 1836      |
| Andrés Narvarte (1781–1853)    |         | Vargas     | 24 de abril de 1836 - 20 de janeiro de 1837     |
| José María Carreño (1792–1849) |         | Miranda    | 27 de janeiro de 1837 - 11 de março de 1837     |
| Carlos Soublette (1789–1870)   |         | Miranda    | 11 de março de 1837 - 1° de fevereiro de 1839   |
| José Antonio Páez (1790–1873)  |         | Portuguesa | 1° de fevereiro de 1839 - 28 de janeiro de 1843 |
| Carlos Soublette (1789–1870)   |         | Vargas     | 28 de janeiro de 1843 - 20 de janeiro de 1847   |
| José Tadeo Monagas (1784–1868) |         | Monagas    | 20 de janeiro de 1847 - 5 de fevereiro de 1851  |